# Astacus astacus
El cangrejo de río europeo o cangrejo noble (Astacus astacus), es un cangrejo de río de la familia Astacidae. Habita los ríos de Europa, si bien hay países donde ha sido introducido, como Reino Unido, Luxemburgo, Ucrania, Chipre, Liechtenstein y posiblemente en Italia y Montenegro. Fuera de Europa se ha introducido en Marruecos. El color de su parte dorsal varía entre el marrón oliva y el marrón oscuro, siendo su cara ventral más clara, de color rojizo-anaranjado. Los ejemplares adultos pueden superar los 10 cm de longitud.
Esta especie se encuentra amenazada por la afanomicosis, el dragado de cursos de agua y por la lluvia ácida.